# Lago di Viverone
Lago di Viverone este o arie protejată (arie specială de conservare — SAC, sit de importanță comunitară — SCI, arie de protecție specială avifaunistică — SPA) din Italia întinsă pe o suprafață de 926 ha, integral pe uscat.

## Localizare
Centrul sitului Lago di Viverone este situat la coordonatele 45°25′04″N 8°01′52″E / 45.4178°N 8.0311°E.

## Înființare
Situl Lago di Viverone a fost declarat sit de importanță comunitară în septembrie 1995 pentru a proteja 43 de specii de animale. Alte tipuri de protecție:
- arie de protecție specială avifaunistică (în august 2000)[2]
- arie specială de conservare (în noiembrie 2017)[1][3][4]

## Biodiversitate
Situată în ecoregiunea continentală, aria protejată conține 10 habitate naturale: Ape stătătoare oligotrofe până la mezotrofe, cu vegetație de Littorelletea uniflorae și/sau de Isoëto-Nanojuncetea, Cursuri de apă de la nivel de câmpie la nivel montan, cu vegetație Ranunculion fluitantis și Callitricho-Batrachion, Păduri de stejar sau de stejar și carpen sub-atlantice și medio-europene de Carpinion betuli, Lacuri eutrofice naturale cu vegetație de tip Magnopotamion sau Hydrocharition, Liziere de ierburi înalte hidrofile de câmpie și de nivel montan până la alpin, Păduri mixte riverane de Quercus robur, Ulmus laevis și Ulmus minor, Fraxinus excelsior sau Fraxinus angustifolia, de-a lungul marilor râuri (Ulmenion minoris), Păduri aluvionare cu Alnus glutinosa și Fraxinus excelsior (Alno-Padion, Alnion incanae, Salicion albae), Mlaștini calcaroase cu Cladium mariscus și specii de Caricion davallianae, Fânețe de joasă altitudine (Alopecurus pratensis, Sanguisorba officinalis), Pajiști cu Molinia pe soluri calcaroase, turboase sau argilos-nămoloase (Molinion caeruleae).
La baza desemnării sitului se află mai multe specii protejate:
- păsări (35): lăcar mare (Acrocephalus arundinaceus), privighetoare-de-baltă (Acrocephalus melanopogon), lăcar-de-mlaștină (Acrocephalus palustris), lăcar-de-lac (Acrocephalus scirpaceus), pescăruș albastru (Alcedo atthis), rață sulițar (Anas acuta), rață pitică (Anas crecca), rață mare (Anas platyrhynchos), gâscă de semănătură (Anser fabalis), stârc roșu (Ardea purpurea), rață-cu-cap-castaniu (Aythya ferina), rața moțată (Aythya fuligula), Aythya marila, rață roșie (Aythya nyroca), buhai de baltă (Botaurus stellaris), erete de stuf (Circus aeruginosus), lișiță (Fulica atra), cufundar polar (Gavia arctica), cufundar mic (Gavia stellata), stârc pitic (Ixobrychus minutus), sfrâncioc roșiatic (Lanius collurio), rață pestriță (Mareca strepera), Mergellus albellus, gaia neagră (Milvus migrans), stârc de noapte (Nycticorax nycticorax), vultur pescar (Pandion haliaetus), viespar (Pernis apivorus), corcodel-urechiat (Podiceps auritus), corcodel mare (Podiceps cristatus), corcodel-cu-gât-roșu (Podiceps grisegena), corcodel-cu-gât-negru (Podiceps nigricollis), cristei de baltă (Rallus aquaticus), Spatula clypeata, rață cârâitoare (Spatula querquedula), chiră de baltă (Sterna hirundo)
- amfibieni (2): Rana latastei, Triturus carnifex
- mamifere (4): liliac cârn (Barbastella barbastellus), liliac cu urechi de șoarece (Myotis blythii), liliac cărămiziu (Myotis emarginatus), liliac comun (Myotis myotis)
- nevertebrate (2): fluturele purpuriu (Lycaena dispar), Vertigo moulinsiana

Pe lângă speciile protejate, pe teritoriul sitului au mai fost identificate 12 specii de plante, 3 specii de amfibieni, 15 specii de mamifere, 2 specii de nevertebrate, 5 specii de reptile.